# Jade Melbourne
Jade Melbourne (East Melbourne, 18 de agosto de 2002) é uma jogadora de basquete australiana.

## Carreira
Melbourne foi selecionada na Terceira Rodada do Draft da WNBA de 2022 pelo Seattle Storm. Melbourne, seu agente e o Storm concordaram que Melbourne ficaria na Austrália e jogaria outra temporada na WNBL. Isso significava que Melbourne não participaria da temporada de 2022 da WNBA.
Em 20 de fevereiro de 2023, Melbourne assinou seu contrato de novata com o Storm e veio para participar do campo de treinamento. Melbourne fez parte da lista da noite de abertura do Storm e se tornou a jogadora mais jovem de uma lista na WNBA para a temporada de 2023.
Nos Jogos Olímpicos de Verão de 2024, em Paris, conquistou a medalha de bronze no torneio feminino do basquetebol, após vencer confronto contra a equipe belga por 85–81 na decisão do terceiro lugar.